# Stephan Ludwig Jacobi
Pour les articles homonymes, voir Jacobi.
Stephan Ludwig Jacobi, baptisé le 1er novembre 1711 à Hohenhausen (né fin octobre), dans le comté de Lippe-Detmold (actuellement en Rhénanie-du-Nord-Westphalie en Allemagne), et mort le 22 avril 1784 sur son domaine de Hohenhausen, est un agriculteur instruit et inventeur allemand. Il est considéré comme l'inventeur allemand de l'insémination artificielle en pisciculture.

## Biographie
Huitième d’une fratrie de neuf enfants — dont notamment Margreta Anna Lucia (née en 1701-), Amelia Catrina (1702-), Cathrina Maria (1705-), Simon Diderich (1707-) et Gerlach Ferdinand (1709-) —, fils de Stephan Bartold Jacobi (1668-1718), agriculteur, et de Anna Catharina Pierius (morte en 1741), Stephan Ludwig Jacobi est baptisé le 1er novembre 1711, à Hohenhausen, village à l’époque situé dans le comté de Lippe-Detmold, aujourd’hui dans la commune de Kalletal, dans l'arrondissement de Lippe, dans le district de Detmold, dans le Landschaftsverband de Westphalie-Lippe en Rhénanie-du-Nord-Westphalie. Sa maison natale, qui se trouve dans l’actuelle rue "An Jacobis Hofe" près de Hohenhauser Straße, existe toujours aujourd'hui.
Son père meurt en 1718 alors qu’il n’a que 7 ans. Dès son enfance, sa mère reconnaît les capacités intellectuelles de Stephan Ludwig et lui fait donner une instruction par le pasteur local. Puis il fréquente le lycée à Lemgo et à Detmold.
Dès 1722, à l’âge de 14 ans, il se livre à des observations et expériences concernant l'insémination artificielle des œufs de truite, qui aboutissent à une conclusion préliminaire élaborée pendant les trois années suivantes, jusqu'à ses 17 ans,.
En 1734, à 23 ans, il commence des études de droit à l'université de Marburg où il étudie également la philosophie et les sciences naturelles. Il développe très vite un grand intérêt pour les mathématiques, la physique et la mécanique.
En 1738, à 27 ans, il retourne dans le domaine parental de Hohenhausen qu'il prend en charge. La même année, il reprend également la présidence du tribunal que tenait son père avant qu'il ne meure de manière prématurée.
En 1741, il épouse Johanna Elisabeth Dreckmayer (1724-1812), fille du médecin Johann Reinhard Dreckmayer de Schötmar et de Christina Elisabeth Barkhausen. La même année, il perd sa mère.
Il développe un complexe de fontaines de Bad Meinberg (de) au nom de la cour princière de Lippe-Detmold, ce qui constitue l’origine de la station thermale de la ville.
À Schötmar, il planifie et dirige la régulation des rivières Bega (de) et Werre, destinée à prévenir les fréquentes inondations. Le prince de Lippe, Simon-Auguste de Lippe, lui décerne le titre de "Gouverneur de la province du Prince Lippe". Cependant, ce titre n’est associé à aucune rémunération significative.
En 1748, il réalise pour la première fois l'insémination artificielle des truites et des saumons : il prend des œufs et des graines de poissons reproducteurs, les fertilise artificiellement et les amène à leur développement. De 1841 à 1825, Jacobi et ses fils diffusent leurs connaissances sur la reproduction des poissons, et la pisciculture devient alors une branche de l’agriculture.
Mais ce n’est que tardivement, en 1763, après 30 ans d'expérimentations, qu’il consigne par écrit quelques résultats de ses recherches dans une lettre au journal Hannoverisches Magazin (Magazine de Hanovre),,, "Message sur l'incubation du poisson" (Hannoverisches Magazin 1, Colonnes 363 à 366). À la suite de cette lettre, Jacobi entre en contact avec d'importants naturalistes allemands et étrangers.
En 1776, il publie, pour la première fois, ses conclusions dans les Lippische Intelligenzblätter (de) (Feuilles d'intelligence de Lippe), dans l'article Von der künstlichen Erzeugung der Forellen und Lachse (De la production artificielle de truites et de saumons).
En 1771, George III, troisième monarque de la maison de Hanovre, lui accorde une pension à vie. Il meurt le 22 avril 1784 à l’âge de 72 ans sur son domaine de Hohenhausen.
Il a également construit des minoteries d'orge perlière et des minoteries de farine de pomme de terre.

## Généalogie
Généalogie de Stephan Ludwig Jacobi :
| Moritz Jacobi (agriculteur, fils de pasteur) | Moritz Jacobi (agriculteur, fils de pasteur) | Moritz Jacobi (agriculteur, fils de pasteur) | Moritz Jacobi (agriculteur, fils de pasteur) | Moritz Jacobi (agriculteur, fils de pasteur)     | Moritz Jacobi (agriculteur, fils de pasteur)     | | | ? | ? | ? | ? | ? | ? |                                                               |                                                               | Urban Pierius (pasteur)                                       | Urban Pierius (pasteur)                                       | Urban Pierius (pasteur)                                       | Urban Pierius (pasteur)                                       | Urban Pierius (pasteur)         | Urban Pierius (pasteur)         |                                 |                                 | Anna Katharina Gribbe           | Anna Katharina Gribbe           | Anna Katharina Gribbe | Anna Katharina Gribbe | Anna Katharina Gribbe                | Anna Katharina Gribbe                |                                      |                                      |                                          |                                          |                                          |                                          |                                          |                                          |                                |                                |                                |                                |  |  |  |  |  |  |  |  |  |  |  |  |  |  |  |  |  |  |  |  |  |  |  |  |  |  |
| Moritz Jacobi (agriculteur, fils de pasteur) | Moritz Jacobi (agriculteur, fils de pasteur) | Moritz Jacobi (agriculteur, fils de pasteur) | Moritz Jacobi (agriculteur, fils de pasteur) | Moritz Jacobi (agriculteur, fils de pasteur)     | Moritz Jacobi (agriculteur, fils de pasteur)     | | | ? | ? | ? | ? | ? | ? |                                                               |                                                               | Urban Pierius (pasteur)                                       | Urban Pierius (pasteur)                                       | Urban Pierius (pasteur)                                       | Urban Pierius (pasteur)                                       | Urban Pierius (pasteur)         | Urban Pierius (pasteur)         |                                 |                                 | Anna Katharina Gribbe           | Anna Katharina Gribbe           | Anna Katharina Gribbe | Anna Katharina Gribbe | Anna Katharina Gribbe                | Anna Katharina Gribbe                |                                      |                                      |                                          |                                          |                                          |                                          |                                          |                                          |                                |                                |                                |                                |  |  |  |  |  |  |  |  |  |  |  |  |  |  |  |  |  |  |  |  |  |  |  |  |  |  |
|                                              |                                              |                                              |                                              |                                                  |                                                  | | | | | | |   |   |                                                               |                                                               |                                                               |                                                               |                                                               |                                                               |                                 |                                 |                                 |                                 |                                 |                                 |                       |                       |                                      |                                      |                                      |                                      |                                          |                                          |                                          |                                          |                                          |                                          |                                |                                |                                |                                |  |  |  |  |  |  |  |  |  |  |  |  |  |  |  |  |  |  |  |  |  |  |  |  |  |  |
|                                              |                                              |                                              |                                              | Stephan Bartold Jacobi (1668-1718) (agriculteur) | Stephan Bartold Jacobi (1668-1718) (agriculteur) | Stephan Bartold Jacobi (1668-1718) (agriculteur) | Stephan Bartold Jacobi (1668-1718) (agriculteur) | Stephan Bartold Jacobi (1668-1718) (agriculteur) | Stephan Bartold Jacobi (1668-1718) (agriculteur) | | |   |   |                                                               |                                                               |                                                               |                                                               |                                                               |                                                               | Anna Catharina Pierius (?-1741) | Anna Catharina Pierius (?-1741) | Anna Catharina Pierius (?-1741) | Anna Catharina Pierius (?-1741) | Anna Catharina Pierius (?-1741) | Anna Catharina Pierius (?-1741) |                       |                       | Johann Reinhard Dreckmayer (médecin) | Johann Reinhard Dreckmayer (médecin) | Johann Reinhard Dreckmayer (médecin) | Johann Reinhard Dreckmayer (médecin) | Johann Reinhard Dreckmayer (médecin)     | Johann Reinhard Dreckmayer (médecin)     |                                          |                                          | Christina Elisabeth Barkhausen           | Christina Elisabeth Barkhausen           | Christina Elisabeth Barkhausen | Christina Elisabeth Barkhausen | Christina Elisabeth Barkhausen | Christina Elisabeth Barkhausen |  |  |  |  |  |  |  |  |  |  |  |  |  |  |  |  |  |  |  |  |  |  |  |  |  |  |
|                                              |                                              |                                              |                                              | Stephan Bartold Jacobi (1668-1718) (agriculteur) | Stephan Bartold Jacobi (1668-1718) (agriculteur) | Stephan Bartold Jacobi (1668-1718) (agriculteur) | Stephan Bartold Jacobi (1668-1718) (agriculteur) | Stephan Bartold Jacobi (1668-1718) (agriculteur) | Stephan Bartold Jacobi (1668-1718) (agriculteur) | | |   |   |                                                               |                                                               |                                                               |                                                               |                                                               |                                                               | Anna Catharina Pierius (?-1741) | Anna Catharina Pierius (?-1741) | Anna Catharina Pierius (?-1741) | Anna Catharina Pierius (?-1741) | Anna Catharina Pierius (?-1741) | Anna Catharina Pierius (?-1741) |                       |                       | Johann Reinhard Dreckmayer (médecin) | Johann Reinhard Dreckmayer (médecin) | Johann Reinhard Dreckmayer (médecin) | Johann Reinhard Dreckmayer (médecin) | Johann Reinhard Dreckmayer (médecin)     | Johann Reinhard Dreckmayer (médecin)     |                                          |                                          | Christina Elisabeth Barkhausen           | Christina Elisabeth Barkhausen           | Christina Elisabeth Barkhausen | Christina Elisabeth Barkhausen | Christina Elisabeth Barkhausen | Christina Elisabeth Barkhausen |  |  |  |  |  |  |  |  |  |  |  |  |  |  |  |  |  |  |  |  |  |  |  |  |  |  |
|                                              |                                              |                                              |                                              |                                                  |                                                  | | | | | | |   |   |                                                               |                                                               |                                                               |                                                               |                                                               |                                                               |                                 |                                 |                                 |                                 |                                 |                                 |                       |                       |                                      |                                      |                                      |                                      |                                          |                                          |                                          |                                          |                                          |                                          |                                |                                |                                |                                |  |  |  |  |  |  |  |  |  |  |  |  |  |  |  |  |  |  |  |  |  |  |  |  |  |  |
|                                              |                                              |                                              |                                              |                                                  |                                                  | Margreta Anna Lucia Jacobi (1701-) Amelia Catrina Jacobi (1702-) Cathrina Maria Jacobi (1705-) Simon Diderich Jacobi (1707-) Gerlach Ferdinand Jacobi (1709-) | Margreta Anna Lucia Jacobi (1701-) Amelia Catrina Jacobi (1702-) Cathrina Maria Jacobi (1705-) Simon Diderich Jacobi (1707-) Gerlach Ferdinand Jacobi (1709-) | Margreta Anna Lucia Jacobi (1701-) Amelia Catrina Jacobi (1702-) Cathrina Maria Jacobi (1705-) Simon Diderich Jacobi (1707-) Gerlach Ferdinand Jacobi (1709-) | Margreta Anna Lucia Jacobi (1701-) Amelia Catrina Jacobi (1702-) Cathrina Maria Jacobi (1705-) Simon Diderich Jacobi (1707-) Gerlach Ferdinand Jacobi (1709-) | Margreta Anna Lucia Jacobi (1701-) Amelia Catrina Jacobi (1702-) Cathrina Maria Jacobi (1705-) Simon Diderich Jacobi (1707-) Gerlach Ferdinand Jacobi (1709-) | Margreta Anna Lucia Jacobi (1701-) Amelia Catrina Jacobi (1702-) Cathrina Maria Jacobi (1705-) Simon Diderich Jacobi (1707-) Gerlach Ferdinand Jacobi (1709-) |   |   | Stephan Ludwig Jacobi (1711-1784) (agriculteur, scientifique) | Stephan Ludwig Jacobi (1711-1784) (agriculteur, scientifique) | Stephan Ludwig Jacobi (1711-1784) (agriculteur, scientifique) | Stephan Ludwig Jacobi (1711-1784) (agriculteur, scientifique) | Stephan Ludwig Jacobi (1711-1784) (agriculteur, scientifique) | Stephan Ludwig Jacobi (1711-1784) (agriculteur, scientifique) |                                 |                                 |                                 |                                 |                                 |                                 |                       |                       |                                      |                                      |                                      |                                      | Johanna Elisabeth Dreckmayer (1724-1812) | Johanna Elisabeth Dreckmayer (1724-1812) | Johanna Elisabeth Dreckmayer (1724-1812) | Johanna Elisabeth Dreckmayer (1724-1812) | Johanna Elisabeth Dreckmayer (1724-1812) | Johanna Elisabeth Dreckmayer (1724-1812) |                                |                                |                                |                                |  |  |  |  |  |  |  |  |  |  |  |  |  |  |  |  |  |  |  |  |  |  |  |  |  |  |
|                                              |                                              |                                              |                                              |                                                  |                                                  | Margreta Anna Lucia Jacobi (1701-) Amelia Catrina Jacobi (1702-) Cathrina Maria Jacobi (1705-) Simon Diderich Jacobi (1707-) Gerlach Ferdinand Jacobi (1709-) | Margreta Anna Lucia Jacobi (1701-) Amelia Catrina Jacobi (1702-) Cathrina Maria Jacobi (1705-) Simon Diderich Jacobi (1707-) Gerlach Ferdinand Jacobi (1709-) | Margreta Anna Lucia Jacobi (1701-) Amelia Catrina Jacobi (1702-) Cathrina Maria Jacobi (1705-) Simon Diderich Jacobi (1707-) Gerlach Ferdinand Jacobi (1709-) | Margreta Anna Lucia Jacobi (1701-) Amelia Catrina Jacobi (1702-) Cathrina Maria Jacobi (1705-) Simon Diderich Jacobi (1707-) Gerlach Ferdinand Jacobi (1709-) | Margreta Anna Lucia Jacobi (1701-) Amelia Catrina Jacobi (1702-) Cathrina Maria Jacobi (1705-) Simon Diderich Jacobi (1707-) Gerlach Ferdinand Jacobi (1709-) | Margreta Anna Lucia Jacobi (1701-) Amelia Catrina Jacobi (1702-) Cathrina Maria Jacobi (1705-) Simon Diderich Jacobi (1707-) Gerlach Ferdinand Jacobi (1709-) |   |   | Stephan Ludwig Jacobi (1711-1784) (agriculteur, scientifique) | Stephan Ludwig Jacobi (1711-1784) (agriculteur, scientifique) | Stephan Ludwig Jacobi (1711-1784) (agriculteur, scientifique) | Stephan Ludwig Jacobi (1711-1784) (agriculteur, scientifique) | Stephan Ludwig Jacobi (1711-1784) (agriculteur, scientifique) | Stephan Ludwig Jacobi (1711-1784) (agriculteur, scientifique) |                                 |                                 |                                 |                                 |                                 |                                 |                       |                       |                                      |                                      |                                      |                                      | Johanna Elisabeth Dreckmayer (1724-1812) | Johanna Elisabeth Dreckmayer (1724-1812) | Johanna Elisabeth Dreckmayer (1724-1812) | Johanna Elisabeth Dreckmayer (1724-1812) | Johanna Elisabeth Dreckmayer (1724-1812) | Johanna Elisabeth Dreckmayer (1724-1812) |                                |                                |                                |                                |  |  |  |  |  |  |  |  |  |  |  |  |  |  |  |  |  |  |  |  |  |  |  |  |  |  |
|                                              |                                              |                                              |                                              |                                                  |                                                  | | | | | | |   |   |                                                               |                                                               |                                                               |                                                               |                                                               |                                                               |                                 |                                 |                                 |                                 |                                 |                                 |                       |                       |                                      |                                      |                                      |                                      |                                          |                                          |                                          |                                          |                                          |                                          |                                |                                |                                |                                |  |  |  |  |  |  |  |  |  |  |  |  |  |  |  |  |  |  |  |  |  |  |  |  |  |  |
|                                              |                                              |                                              |                                              |                                                  |                                                  | | | | | | |   |   |                                                               |                                                               |                                                               |                                                               |                                                               |                                                               |                                 |                                 | 6 garçons 5 filles              |                                 |                                 |                                 |                       |                       |                                      |                                      |                                      |                                      |                                          |                                          |                                          |                                          |                                          |                                          |                                |                                |                                |                                |  |  |  |  |  |  |  |  |  |  |  |  |  |  |  |  |  |  |  |  |  |  |  |  |  |  |

## Pisciculture industrielle auXIXesiècle

### En Allemagne et en Angleterre
Après la mort de Jacobi, son invention prospère peu à peu, en Allemagne comme en Angleterre.

### En France
La France, en revanche, malgré le fait que les écrits de Jacobi aient été traduits en français, « était restée fort en arrière dans les essais de ce genre ». Pourtant, les scientifiques français avaient été informés des travaux de Jacobi en 1763, mais ceux-ci étaient tombés dans l’oubli en France. Il faudra attendre 1843 — soit une centaine d’années après les expérimentations concluantes de Jacobi — pour qu’un agriculteur français de La Bresse dans les Vosges, Joseph Remy, réinvente ex nihilo le procédé d’insémination artificielle sans aucune documentation ni connaissance des travaux de Jacobi, par une méthode pragmatique basée sur l’observation de la reproduction naturelle des truites dans les ruisseaux. Il arrive d'ailleurs aux mêmes conclusions et met en œuvre les mêmes méthodes d’insémination que Jacobi, même si certains aspects techniques diffèrent. Après des difficultés de diffusion de sa découverte, Joseph Remy, grâce à son ami Antoine Géhin, finit par être connu et son invention reconnue par la communauté scientifique française, notamment par le professeur du collège de France Jacques Marie Cyprien Victor Coste. Celui-ci décide alors de faire construire vers 1850 des bassins de pisciculture à Huningue dans le département du Haut-Rhin en Alsace afin de donner à la découverte expérimentale un développement industriel.

### Aux-États-Unis et au Canada
Ce n’est qu’à la suite de la connaissance de l’industrialisation française de pisciculture impulsée par Coste que les États-Unis industrialisent à leur tour cette invention en 1853, suivis par le Canada en 1863.

## Hommages

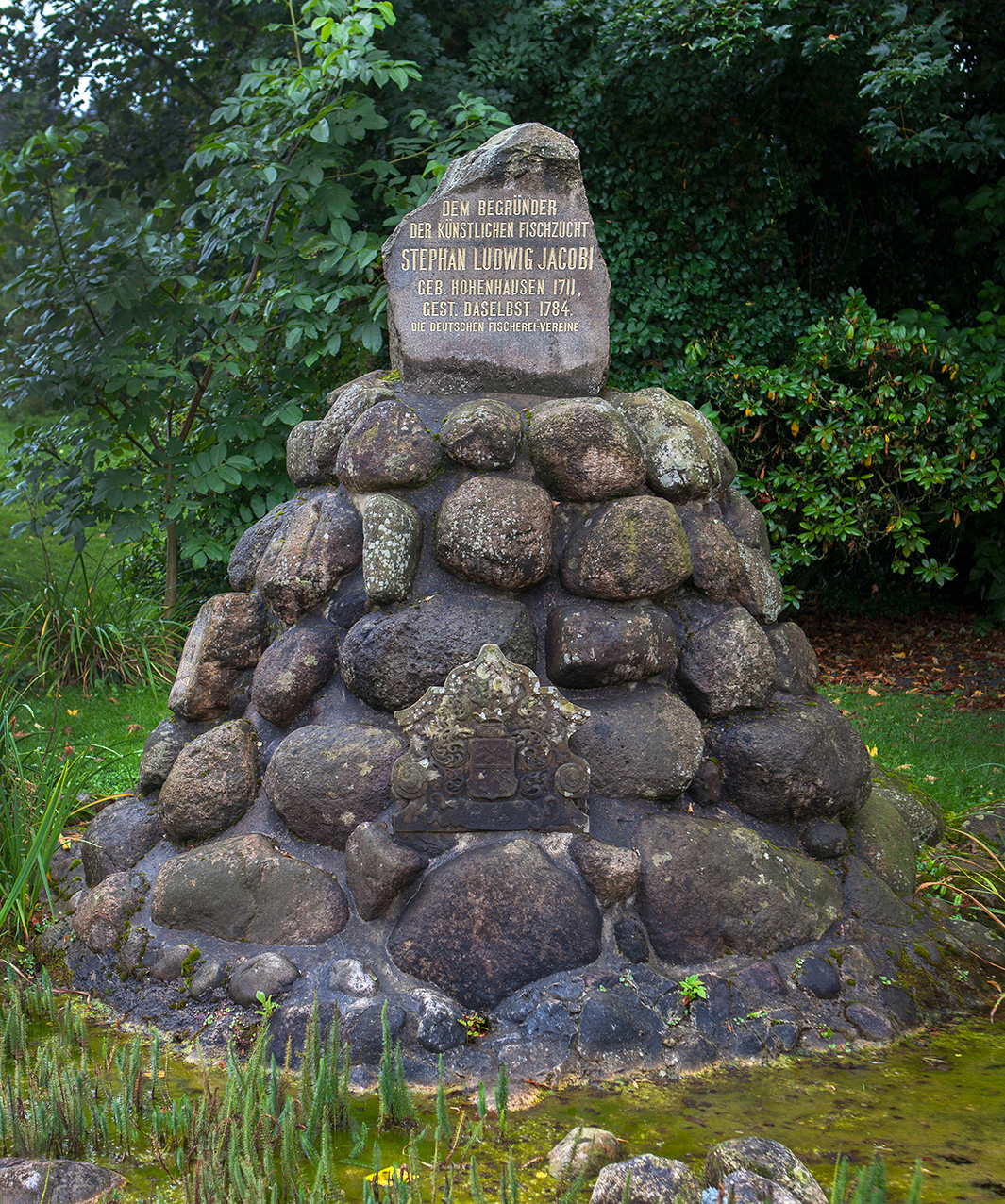
Monument-fontaine en l’honneur de Stephan Ludwig Jacobi à Hohenhausen.

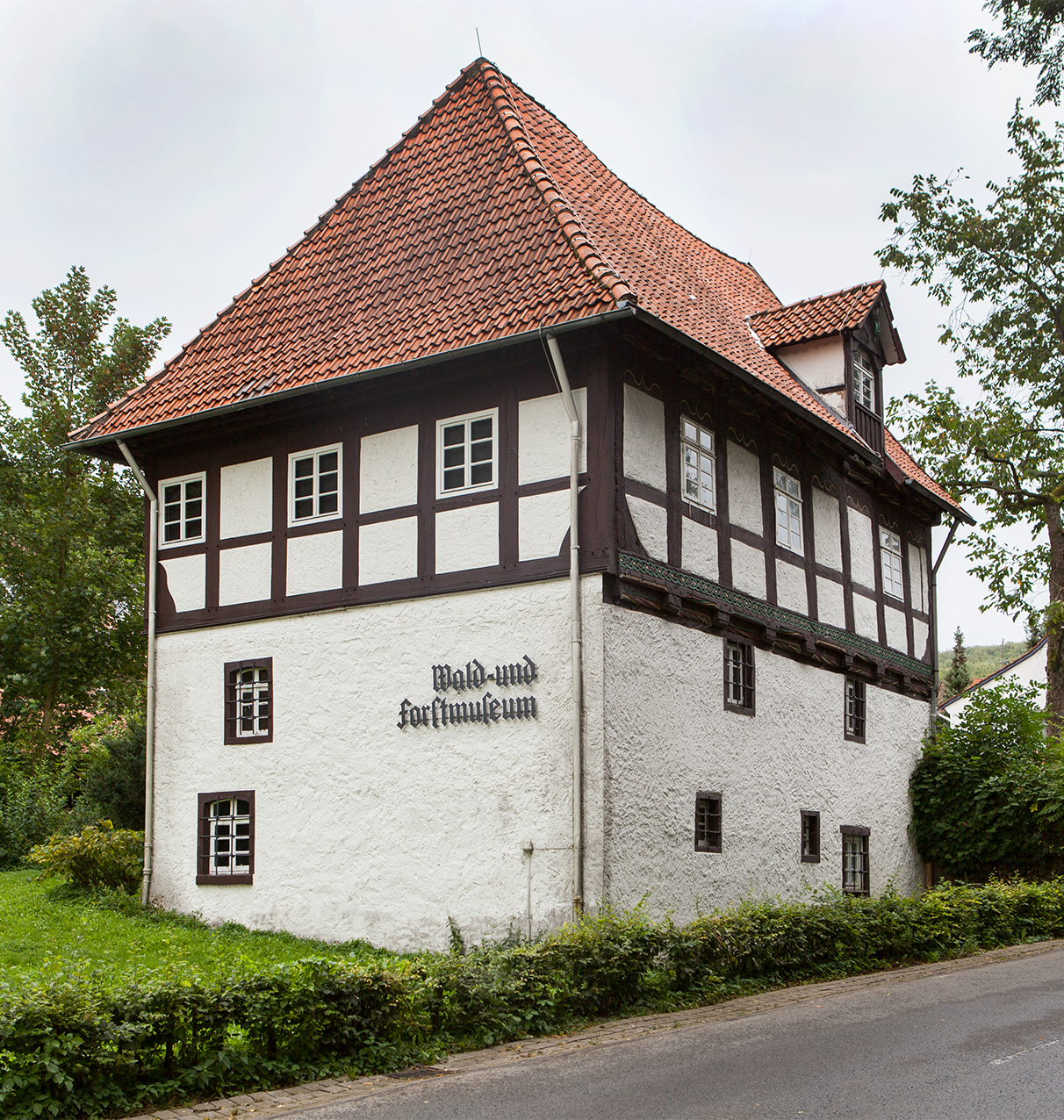
Musée de la forêt et de la foresterie de Heidelbeck.

- Un monument-fontaine est érigé en 1896 en l’honneur de Stephan Ludwig Jacobi à Hohenhausen, sur la route Lemgoe, aujourd'hui route fédérale 238. Il porte l'inscription « Dem Begründer der Künstlichen Fischzucht Stephan Ludwig Jacobi, geb. Hohenhausen 1711, Gest. Daselbst 1784. Die Deutschen Fisherei-Vereine » (« Le fondateur de la pisciculture artificielle, Stephan Ludwig Jacobi, né à Hohenhausen en 1711, y mourut en 1784. Les associations de pêcheurs allemandes »). Sous cette inscription, est sculpté le blason en pierre de la famille où figurent six poires et une ancre[13]. Le monument est reconstruit et rénové dans les années 1970[13].
- Le lycée de la commune de Kalletal porte le nom de "Stephan Ludwig Jacobi Realschule".
- Le Bürgerbus (bus urbain) de Kalletal porte le nom de Jacobi-Linie (ligne Jacobi) depuis 2011[13],[16],[17].
- Le musée de la forêt et de la foresterie (de) de Heidelbeck (de) présente une exposition permanente sur Stephan Ludwig Jacobi et la pisciculture artificielle[18].
- La rue "An Jacobis Hofe" de Hohenhausen où Jacobi avait sa ferme porte son nom[19].
- Le "Jacobis Mühlenteich" (Moulin de Jacobi), porte son nom[13].

| Hommage en héraldique | Hommage en héraldique            | Hommage en héraldique                                                                         | Hommage en héraldique                                                                   |
| --------------------- | -------------------------------- | --------------------------------------------------------------------------------------------- | --------------------------------------------------------------------------------------- |
|                       | Blason de la commune de Kalletal | Coupé : en 1 d’or à la croix de gueules de Saint-André, en 2 ondé d’azur au poisson d’argent. | Le poisson rappelle l'inventeur de la pisciculture artificielle, Stephan Ludwig Jacobi. |

## Publications
Stephan Ludwig Jacobi est l'auteur de deux publications sur ses travaux scientifiques de pisciculture :
- Message à Hannoverische Magazin (1763) :
  - (de) « Nachricht vom Ausbrüten der Fische (Message sur la fécondation du poisson) », Hannoverisches Magazin, t. première année,‎ 1764 (journal complet de l'année 1763), p. 363 à 366 (lire en ligne, consulté le 8 octobre 2019)
- Conclusion de ses travaux (1763) :
  - Jacques Marie Cyprien Victor Coste, Instructions pratiques sur la pisciculture, suivies de mémoires et de rapports sur le même sujet, Paris, Victor Masson, 1853, 139 et 160 vues (lire en ligne), « Reproduction de la lettre de Jacobi », p. 130, vue 144)